# Słodkie życie
Słodkie życie (wł. La dolce vita) – włoski czarno-biały film fabularny z 1960 roku w reżyserii Federico Felliniego. Opowiada o tygodniu z życia niezbyt aktywnego dziennikarza w Rzymie i bezskutecznym poszukiwaniu przez niego szczęścia i miłości.
Film uważany jest powszechnie za jedno z największych osiągnięć światowego kina. Dla Felliniego oznaczał przejście od wcześniejszych obrazów neorealistycznych do późniejszych artystycznych.

## Fabuła
Marcello (Marcello Mastroianni) to dziennikarz działający w Rzymie w latach 50. Zajmuje się wiadomościami lekkiego kalibru: gwiazdami filmowymi, religijnymi wizjami, dekadencką arystokracją.
Film opowiada o siedmiu dniach z życia Marcella. Mieszka on z Emmą (Yvonne Furneaux), która go kocha. Marcello przeciwstawia się jej zaborczej miłości i konwencjonalnym poglądom na życie, natomiast Emma ignoruje poszukiwanie przez Marcella wyższych wartości i sensu życia. Spotyka on w trakcie trwania filmu liczne kobiety, w tym Maddalenę (Anouk Aimée), swoją piękną, bogatą i znudzoną kochankę, oraz Sylvię (Anita Ekberg), szwedzko-amerykańską gwiazdę filmową, której pożąda (słynna scena jej kąpieli w fontannie di Trevi). Spędza też czas z dawno niewidzianym przyjacielem Steinerem (Alain Cuny) i swoim ojcem.

## Obsada
- Marcello Mastroianni – Marcello Rubini
- Anita Ekberg – Sylvia
- Anouk Aimée – Maddalena
- Yvonne Furneaux – Emma
- Magali Noël – Fanny
- Alain Cuny – Steiner
- Annibale Ninchi – ojciec Marcella
- Walter Santesso – paparazzo
- Valeria Ciangottini – Paola
- Audrey McDonald – Jane